# شهرستان تتون، بلغارستان
شهرستان تتون (به بلغاری: Teteven Municipality) یک شهرستان در بلغارستان است که در استان لووچ واقع شده‌است. شهرستان تتون ۶۹۷ کیلومتر مربع مساحت و ۲۲٬۰۱۶ نفر جمعیت دارد.